# 27. Szaturnusz-gála
A 27. Szaturnusz-gála a 2000-es év legjobb filmes és televíziós sci-fi, horror és fantasy alakításait értékelte. A díjátadót 2001. június 12-én tartották a kaliforniai Park Hyatt Hotelben. A jelöltek névsorát 2001. április 4-én hozták nyilvánosságra.

## Győztesek és jelöltek
Forrás:

### Film
| Legjobb sci-fi-film | Legjobb fantasyfilm |
| --- | --- |
| - X-Men – A kívülállók - A hatodik napon - A sejt - Árnyék nélkül - Űrcowboyok - Titán – Időszámításunk után | - Frekvencia - Csibefutam - Dínó - Segítség, apa lettem! - A Grincs - Mi kell a nőnek? |
| Legjobb horrorfilm | Legjobb akciófilm, kalandfilm vagy filmthriller |
| - Végső állomás - Drakula 2000 - Rossz álmok - Rekviem egy álomért - Rémségek könyve 2. – A végső vágás - Temetetlen múlt | - Tigris és sárkány - Charlie angyalai - Gladiátor - A hazafi - Viharzóna - Traffic - A sebezhetetlen |
| Legjobb férfi főszereplő | Legjobb női főszereplő |
| - Hugh Jackman – X-Men – A kívülállók (Logan / Farkas) - Jim Carrey – A Grincs (Grincs) - Russell Crowe – Gladiátor (Maximus Decimus Meridius) - Clint Eastwood – Űrcowboyok (Frank Corvin) - Arnold Schwarzenegger – A hatodik napon (Adam Gibson / Adam Gibson klónja) - Chow Yun-fat – Tigris és sárkány (Master Li Mu Bai (Lǐ Mùbái))                                                       | - Téa Leoni – Segítség, apa lettem! (Kate Reynolds / Kate Campbell) - Cate Blanchett – Rossz álmok (Annabelle "Annie" Wilson) - Ellen Burstyn – Rekviem egy álomért (Sara Goldfarb) - Jennifer Lopez – A sejt (Dr. Catherine Deane) - Michelle Pfeiffer – Temetetlen múlt (Claire Spencer) - Michelle Yeoh – Tigris és sárkány (Yu Shu Lien (Yú Xiùlián)) |
| Legjobb férfi mellékszereplő | Legjobb női mellékszereplő |
| - Willem Dafoe – A vámpír árnyéka (Max Schreck) - Jason Alexander – Rocky és Bakacsin kalandjai (Borisz Rosszalkov) - Dennis Quaid – Frekvencia (Frank Sullivan) - Giovanni Ribisi – Rossz álmok (Buddy Cole) - Will Smith – Bagger Vance legendája (Bagger Vance) - Patrick Stewart – X-Men – A kívülállók (Charles Xavier / X Professzor)                                                     | - Rebecca Romijn-Stamos – X-Men – A kívülállók (Mystique) - Cameron Diaz – Charlie angyalai (Natalie Cook) - Lucy Liu – Charlie angyalai (Alex Munday) - Rene Russo – Rocky és Bakacsin kalandjai (Natasa Rosszalkov) - Hilary Swank – Rossz álmok (Valerie Barksdale) - Csang Ce-ji – Tigris és sárkány (Jen Yu (Yù Jiāolóng))                           |
| Legjobb fiatal színész | Legjobb rendező |
| - Devon Sawa – Végső állomás (Alex Browning) - Spencer Breslin – A kölyök (Fiatal Rusty Duritz) - Holliston Coleman – Áldott a gyermek (Cody O'Connor) - Jonathan Lipnicki – The Little Vampire (Tony Thompson) - Taylor Momsen – A Grincs (Cindy Lou-Ki) - Anna Paquin – X-Men – A kívülállók (Vadóc)                                                                                          | - Bryan Singer – X-Men – A kívülállók - Clint Eastwood – Űrcowboyok - Ron Howard – A Grincs - Ang Lee – Tigris és sárkány - Ridley Scott – Gladiátor - Robert Zemeckis – Temetetlen múlt |
| Legjobb forgatókönyv | Legjobb jelmez |
| - David Hayter – X-Men – A kívülállók - Toby Emmerich – Frekvencia - David Franzoni, John Logan, William Nicholson – Gladiátor - Wang Hui-ling, James Schamus, Kuo Jung Tsai – Tigris és sárkány - Karey Kirkpatrick – Csibefutam - Billy Bob Thornton, Tom Epperson – Rossz álmok | - Louise Mingenbach – X-Men – A kívülállók - Caroline de Vivaise – A vámpír árnyéka - Isioka Eiko, April Napier – A sejt - Rita Ryack, David Page – A Grincs - Janty Yates – Gladiátor - Timmy Yip – Tigris és sárkány |
| Legjobb smink | Legjobb filmzene |
| - Rick Baker, Gail Rowell-Ryan – A Grincs - Rick Baker, Nena Smarz – Bölcsek kövére 2. – A Klump család - Ann Buchanan, Amber Sibley – A vámpír árnyéka - Michèle Burke, Edouard F. Henriques – A sejt - Alec Gillis, Tom Woodruff Jr., Jeff Dawn, Charles Porlier – A hatodik napon - Gordon J. Smith, Ann Brodie – X-Men – A kívülállók                                                       | - James Horner – A Grincs - Tan Tun, Yo-Yo Ma – Tigris és sárkány - Jerry Goldsmith – Árnyék nélkül - James Newton Howard – Dínó - Hans Zimmer, Lisa Gerrard – Gladiátor - Hans Zimmer, John Powell – Irány Eldorádó |
| Legjobb különleges effektek | Legjobb házimozis megjelenés |
| - Scott E. Anderson, Craig Hayes, Scott Stokdyk, Stan Parks – Árnyék nélkül - Stefen Fangmeier, Habib Zargarpour, Tim Alexander, John Frazier – Viharzóna - Michael L. Fink, Michael J. McAlister, David Prescott, Theresa Ellis Rygiel – X-Men – A kívülállók - Michael Lantieri, David Drzewiecki – A hatodik napon - Kevin Scott Mack, Matthew E. Butler, Bryan Grill, Allen Hall – A Grincs | - A vadon hercegnője - Szellemkutya - Godzilla 2000 - A kilencedik kapu - Az arkangyal szárnyalása - Sikoly 3. |

### Televízió

#### Műsorok
| Legjobb televíziós sorozat | Legjobb kábeltelevíziós sorozat |
| --- | --- |
| - Buffy, a vámpírok réme (The WB) - Angel (The WB) - Sötét angyal (Fox) - Roswell (The WB) - Star Trek: Voyager (UPN) - X-akták (Fox)      | - Csillagközi szökevények (SyFy) - Androméda (Syndicated) - A vadak ura (Syndicated) - A láthatatlan ember (SyFy) - Végtelen határok (Showtime) - Csillagkapu (Showtime) |
| Legjobb televíziós műsor | |
| - Bombabiztos (CBS) - Dűne (SyFy) - Az aranygyapjú legendája (NBC) - Ki a télapó? (ABC) - Az egyetlen túlélő (Fox) - Boszorkánypenge (TNT) | |

#### Színészek
| Legjobb televíziós színész | Legjobb televíziós színésznő |
| --- | --- |
| - Robert Patrick – X-akták (Fox) (John Doggett) - Richard Dean Anderson – Csillagkapu (Showtime) (Jack O’Neill) - Jason Behr – Roswell (The WB) (Max Evans) - David Boreanaz – Angel (The WB) (Angel) - Ben Browder – Csillagközi szökevények (SyFy) (John Crichton) - Kevin Sorbo – Androméda (Syndicated) (Dylan Hunt)                               | - Jessica Alba – Sötét angyal (Fox) (Max Guevara) - Gillian Anderson – X-akták (Fox) (Dana Scully) - Claudia Black – Csillagközi szökevények (SyFy) (Aeryn Sun) - Charisma Carpenter – Angel (The WB) (Cordelia Chase) - Sarah Michelle Gellar – Buffy, a vámpírok réme (The WB) (Buffy Summers) - Kate Mulgrew – Star Trek: Voyager (UPN) (Kathryn Janeway)      |
| Legjobb televíziós férfi mellékszereplő | Legjobb televíziós női mellékszereplő |
| - James Marsters – Buffy, a vámpírok réme (The WB) (Spike) - Alexis Denisof – Angel (The WB) (Wesley Wyndam-Pryce) - Brendan Fehr – Roswell (The WB) (Michael Guerin) - Anthony Head – Buffy, a vámpírok réme (The WB) (Rupert Giles) - Michael Shanks – Csillagkapu (Showtime) (Daniel Jackson) - Michael Weatherly – Sötét angyal (Fox) (Logan Cale) | - Jeri Ryan – Star Trek: Voyager (UPN) (Hét Kilenced) - Alyson Hannigan – Buffy, a vámpírok réme (The WB) (Willow Rosenberg) - Katherine Heigl – Roswell (The WB) (Isabel Evans) - Juliet Landau – Angel (The WB) (Drusilla) - Amanda Tapping – Csillagkapu (Showtime) (Samantha Carter) - Michelle Trachtenberg – Buffy, a vámpírok réme (The WB) (Dawn Summers) |

### Különdíj
- George Pal Memorial Award: Sam Raimi
- Életműdíj: Brian Grazer, Robert Englund
- President's Award: Dustin Lance Black(My Life with Count Dracula című dokumentumfilmért)
- Service Award: Bob Burns III(klasszikus filmek kellékeinek restaurálásáért és tárolásáért)
- Special Award: A vámpír árnyéka (a Nosferatu készítésénk bemutatásáért)

## Fordítás
- Ez a szócikk részben vagy egészben  a(z)   27th Saturn Awards című angol Wikipédia-szócikk fordításán alapul.  Az eredeti cikk szerkesztőit annak laptörténete sorolja fel. Ez a jelzés csupán a megfogalmazás eredetét és a szerzői jogokat jelzi, nem szolgál a cikkben szereplő információk forrásmegjelöléseként.